# El Castellet (Sant Martí de Llémena)
El Castellet és una muntanya de 696 metres que es troba al municipi de Sant Martí de Llémena, a la comarca del Gironès.